# Sperling (Wappentier)
Der Sperling ist in der Heraldik ein seltenes Wappentier und als Wappenfigur geeignet für ein redendes Wappen. Der weitverbreitete Adel Sperling ist ein Beispiel dafür. Hier sind drei silberne Sperlinge im blauen Schild. Auch der Trivialname Spatz ist dafür geeignet (von Spatzenreither). Im Niederdeutschen wird der Sperling auch Lüning (in verschiedenen Schreibweisen Lüninck (Adelsgeschlecht)) genannt. 
Dargestellt wird im Wappen ein nach rechtsblickender Vogel mit mehr oder weniger gedrungenem Körper und kurzem dickem Schnabel. Abweichende Blickrichtung oder Stellung ist in der Wappenbeschreibung zu erwähnen. Alle heraldischen Tinkturen sind erlaubt. Um welche Sperlingsart es sich im Wappen handelt, ist untergeordnet.

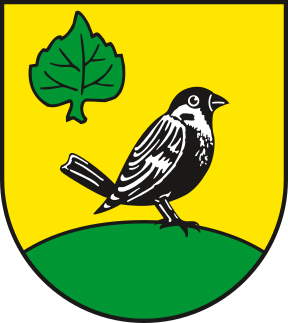
Wappen Ackendorf (Hohe Börde)
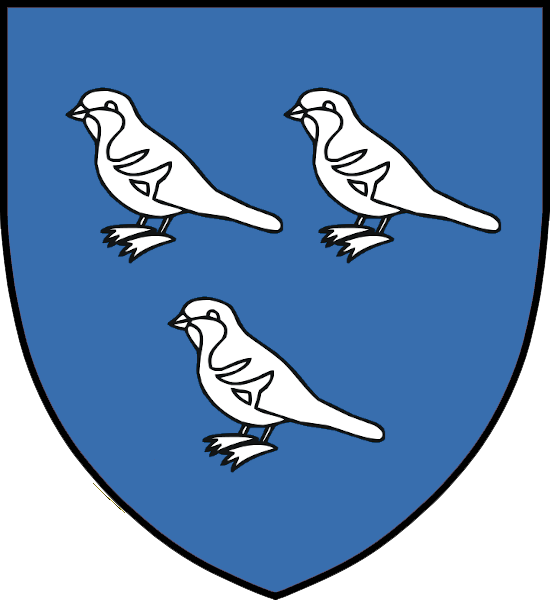
Wappen der Schwedischen Sperling
Wappen Lüninck (Adelsgeschlecht) mit Sperling im Schild und Oberwappen[3]